# 霍熱萊
霍熱萊是波蘭的城鎮，位於該國東北部，由馬佐夫舍省負責管轄，面積17.51平方公里，主要經濟活動是牛奶業和林業，2006年人口2,783。第二次世界大戰期間，德國在1939年9月1日至1945年1月20日佔領該鎮。

## 外部連結
- Official town and gmina webpage （页面存档备份，存于）
- Jewish Community in Chorzele （页面存档备份，存于） on Virtual Shtetl

53°15′30″N 20°53′50″E / 53.25833°N 20.89722°E